# Augusta-Maria Moș
Augusta-Maria Moș (n. 4 noiembrie 1967) este un fost deputat român în legislatura 2000-2004, ales în județul Maramureș pe listele partidului PSD.
Augusta-Maria Moș a fost validată ca deputat pe data de 20 septembrie 2004, când l-a înlocuit pe deputatul Radu-Vasile Roșca. 

## Legături externe
- Augusta-Maria Moș[nefuncțională – arhivă]
 la cdep.ro